# Manila Montet FC
Der Manila Montet Football Club ist ein philippinischer Fußballverein aus Metro Manila. Aktuell spielt der Verein in der höchsten Liga des Landes, der Philippines Football League.

## Geschichte
Der Verein wurde 2023 gegründet. Der Clubeigentümer ist die Montet Group und steht unter der Leitung von Thomas Vivian Montet, einem französischen Geschäftsmann. 2023 wurde die Lizenz für die erste Liga beantragt. Ab der Saison 2024 spielt der Verein in der ersten Liga, der Philippines Football League.

## Stadion
Seine Heimspiele trägt der Verein im Rizal Memorial Sports Complex in der Hauptstadt Manila aus. Das Stadion hat ein Fassungsvermögen von 12.873 Personen.

## Trainer
Stand: Februar 2024
| Trainer             | Nation   | von            | bis |
| ------------------- | -------- | -------------- | --- |
| Derick Kim Jeong-il | Südkorea | 1. Januar 2024 |     |